# Polyphemus
Polyphemus es un género de pulga de agua, y el único género registrado en la familia Polyphemidae. Se conocen dos especies, P. exiguus y P. pediculus, sin embargo la especiación alopátrica ha resultado en un complejo de especies para P. pediculus. Polyphemus exiguus habita las zonas abiertas del Mar Caspio, mientras que Polyphemus pediculus se encuentra a lo largo del Holártico. Sobreviven en diversas condiciones, desde pequeñas charcas hasta lagos y estuarios como el Golfo de San Lorenzo y el Golfo de Finlandia. Inclusive se han encontrado lejos de la costa.
Polyphemus es un género de pulga de agua depredadora. Las especies poseen cuatro pares de patas con exopoditos, o ramas exteriores. Las patas están adaptadas para atrapar presas en movimiento, generalmente especies más pequeñas de pulga de agua como ejemplares jóvenes de Daphnia y Bosmina.
Polyphemus tiene dos ojos compuestos que se fusionan para formar una sola unidad (debido a esto se otorga el nombre de polifemo), con un conjunto localizado de receptores. Esta estructura está ligada a un sistema de control ocular que permite al crústaceo Polyphemus a distinguir visualmente el tamaño de su objetivo y rastrear a sus presas, así como evitar depredadores. P. pediculus Mide aproximadamente 1 milímetro en longitud. Mientras que P. exiguus es aun más pequeño, pero de similar morfología.